# Битва у Прилепа
Битва у Прилепа (серб. Прилепска битка) ―  сражение во время Первой Балканской войны, состоявшееся 3―5 ноября 1912 года. Соединения сербской армии натолкнулись на османские войска недалеко от города Прилеп (ныне находится на территории Республики Македонии). Противостояние продолжалось в течение трёх дней, в результате чего османская армия была разбита и вынуждена отступить.
Плохая погоды и разбитые дороги затрудняли преследование турок со стороны войск 1-й армии после битвы по Кумановом. Моравская дивизия была вынуждена двигаться впереди Дринской дивизии. 3 ноября, когда лил дождь, арьергард Моравской дивизии был встречен огнём со стороны 5-го корпуса Кара Саид-паши, который держал позиции к северу от города Прилеп. Так началась трёхдневная битва у Прилепа, которая была прервана наступившей ночью и возобновилась на следующее утро. Когда Дринская дивизия прибыла на поле боя, сербы получили подавляющее преимущество в численности, заставив турок отступить к югу от города.
5 ноября сербы продвинулись на юг от Прилепа, снова попав под турецкий огнем с укреплённых позиций на высотах у дороги в Битолу. Штыки и ручные гранаты давали сербам преимущество в рукопашных боях, но им снова потребовалась большая часть дня, чтобы заставить османов отступить. Открытый и бесхитростный подход к атаке сербской пехоты поразил турецких наблюдателей, которые отмечали: «Развитие атаки сербской пехоты было настолько открытым и чётким, как будто бы это было казарменные упражнения. Шеренги покрывали всю равнину. Все сербские офицеры были чётко различимы. Они нападали так, как если бы находились на параде. Картина эта была очень впечатляющей. Одна часть турецких офицеров находились под впечатлением от этого математического порядка, другие же вздыхали в этот момент, жалуясь на отсутствие тяжелой артиллерии. Отмечали и саму наглость открытой лобовой атаки».
Артиллерия могла бы оказать поддержку османам, но она была брошена в лагере обороняющихся к югу от Прилепа. Сербы, в свою очередь, продемонстрировали такое же отсутствие тонкости в своих пехотных атаках, которые были причиной тяжелых потерь среди бойцов, причём как во время Балканских войн, так и в Первой мировой войны. Во время этого боя сербская 1-я армии осталась был без личного присутствия её командующего, кронпринца Александра. Кронпринц заболел из-за суровых холодных и влажных погодных условий, но тем не менее поддерживал телефонную связь со своей армией из своей постели в лагере.
Скоротечные, яростные стычки вокруг Прилепа показали, что османы все ещё способны противостоять продвижению сербов через Македонию. Даже после отказа от города Прилеп, османский 5-й корпус упорно сражался к югу от города. Численность и энтузиазм сербов победил турок, но и понесли они вместе с этим значительный потери. Турки потеряли около 300 человек убитыми и 900 раненым, 152 были взяты в плен. У сербов же было около 2000 убитых и раненых. Дорога на юго-запад к Битоле теперь лежала открытой для сербов.